# Campeonato Piauiense de Futebol de 1997
O Campeonato Piauiense de Futebol de 1997 foi o 57º campeonato de futebol do Piauí. A competição foi organizada pela Federação de Futebol do Piauí (FFP) e o campeão foi o Picos.
| #  | Participantes |
| -- | ------------- |
| 1  | 4 de Julho    |
| 2  | Auto Esporte  |
| 3  | Caiçara       |
| 4  | Comercial     |
| 5  | Cori-Sabbá    |
| 6  | Flamengo-PI   |
| 7  | Parnaíba      |
| 8  | Paysandu      |
| 9  | Picos         |
| 10 | River-PI      |
| 11 | SE Tiradentes |

## Premiação
| Campeonato Piauiense de Futebol de 1997 |
| Picos                                   |
| --------------------------------------- |
| PICOS Campeão (3º título)               |